# Estación Matancilla
Matancilla fue una estación ferroviaria correspondiente al Longitudinal Norte ubicada en la comuna de Illapel, en la Región de Coquimbo, Chile. Actualmente la estación no presta servicios.

## Historia
Con el proceso de conexión de las vías ferroviarias del norte de Chile a través del Longitudinal Norte, una extensión ferroviaria entre la estación Illapel y Estación San Marcos construida desde norte a sur que inició sus obras en 1910 y fue entregada e inaugurada en 1913.
Matancilla era un punto de descanso para las locomotoras y su tripulación antes de subir los cerros del sector de El Espino; el recinto de la estación contenía un patio de maniobras con una vía principal y tres de servicios complementarios.
Entre la estación Matancilla y la estación Pama se tuvo que colocar una cremallera junto con la vía para que las máquinas pudieran transitar a través de las grandes pendientes del terreno. El trazado entre estación Matancilla y Estación Director Lagarrigue cambió desde su sección original que era más recto y pasaba por Alcaparrosa por uno más sinuoso hacia el este de la antigua vía. Esta modificación del trazado provocó que se construyera la estación Alcaparrosa.
El 8 de mayo de 1946 se descubre un intento de atentado contra las locomotoras que transitan entre la estación Aucó y estación Matancillas; tratando de descarrilar las máquinas, usando clavos sobre las vías. Uno de los maquinistas logró divisar la amenaza previo desastre.
La estación fue suprimida mediante decreto del 6 de noviembre de 1978. De la estación quedan en pie los cimientos del edificio de la estación, los andenes se hallan presentes así como una torre de agua. Uno de los edificios de la estación se encuentra utilizado como residencia privada.